# Robaus Raws
Robaus Raws (angleško Severus Snape) je izmišljen lik iz serije fantazijskih romanov o Harryju Potterju britanske pisateljice J. K. Rowling.
Deluje kot profesor čarobnih napojev na Bradavičarki - šoli za čarovnike. Je tudi predstavnik študentskega doma Spolzgad. Kljub prepričanju Harryja Potterja in njegovih prijateljev, da Rawsu ne gre zaupati, pa ravnatelj šole profesor Dumbledore verjame, da se je profesor Raws po prvem uničenju lorda Mrlakensteina navidezno pokesal ter zamenjal strani. Vendar pa se mu je v šesti knjigi (Harry Potter in princ mešane krvi) spet "pridružil", potem ko je ubil Dumbledorja. Robaus Raws je bil vedno na strani Dumbledorja in ga je ubil po Dumbledorjevi lastni zahtevi, da bi prihranil muke Dracu Malfoyju, ki bi ga moral ubiti lord. To izvemo v sedmi knjigi Harry Potter in Svetinje smrti. Zaljubljen je bil v Lily Evans odkar jo je prvič videl in čeprav je mrtva, jo še vedno ljubi, njegov varuh pa je srebrna košuta tako kot Lilyjin. Na koncu Mrlakenstein ukaže svoji kači Nagini, da ubije Rawsa, misleč, da bo dobil moč najmočnejše palice (prapalice). Še preden pa bi umrl mu Harry odvzeme solze, ki mu pomagajo da na koncu premaga Mrlakeinsteina.